# Bad trip
Một bad trip là một thuật ngữ mô tả phản ứng tâm lý bất lợi cấp tính đối với các tác động được tạo ra dưới ảnh hưởng của các chất hướng thần, cụ thể là chất gây ảo giác. Với sự sàng lọc, chuẩn bị và hỗ trợ thích hợp trong môi trường được quản lý, những điều này thường lành tính. Ví dụ, một bad trip với psilocybin thường gây ra lo âu, bối rối, kích động và loạn thần dữ dội. Chúng biểu hiện dưới dạng một loạt cảm xúc, chẳng hạn như lo âu, hoang tưởng, cảm giác không thể lay chuyển được về cái chết sắp xảy ra và không thể tránh khỏi của một người hoặc trạng thái kinh hoàng không nguôi mà họ tin rằng sẽ tồn tại sau khi hết tác dụng của chất này. Tính đến năm 2011, không có dữ liệu chính xác về tần suất các chuyến đi tồi tệ.
Các bad trip có thể trở nên trầm trọng hơn do sự thiếu kinh nghiệm hoặc thiếu trách nhiệm của người dùng hoặc thiếu sự chuẩn bị và môi trường thích hợp cho trip, và thường phản ánh những căng thẳng tâm lý chưa được giải quyết bị kích hoạt trong quá trình trải nghiệm. Trên môi trường nghiên cứu lâm sàng, các biện pháp phòng bị bao gồm sàng lọc và chuẩn bị cho người tham gia, đào tạo những người giám sát sẽ có mặt trong quá trình trải nghiệm, và việc lựa chọn môi trường vật lý phù hợp có thể giảm thiểu khả năng bị căng thẳng tâm lý. Các nhà nghiên cứu cho rằng sự hiện diện của "trip sitter" chuyên nghiệp (tức là người giám sát) có thể làm giảm đáng kể những trải nghiệm tiêu cực liên quan đến một bad trip. Trong hầu hết các trường hợp lo âu nảy sinh trong trải nghiệm thức thần được giám sát, sự trấn an từ người giám sát là đủ để giải quyết; tuy nhiên, nếu tình trạng căng thẳng trở nên nghiêm trọng, nó có thể được điều trị bằng thuốc, ví dụ như bằng diazepam, một benzodiazepine.
Nhà tâm thần học Stanislav Grof đã viết rằng những trải nghiệm thức thần khó chịu không nhất thiết là không lành mạnh hoặc không mong muốn, cho rằng chúng có thể có khả năng chữa lành tâm lý, dẫn đến sự đột phá và giải quyết các vấn đề tâm linh còn khúc mắc. Từ các lời tự sự, tác giả của một nghiên cứu năm 2021 trên 50 người sử dụng chất thức thần cho thấy nhiều người mô tả các bad trip là nguồn hiểu biết sâu sắc hoặc thậm chí là những bước ngoặt trong cuộc đời.

## Hệ quả
Bad trip có thể gây ra rối loạn tri giác dai dẳng gây ảo giác (HPPD).